# Sandy Jardine
William Pullar „Sandy“ Jardine (* 31. Dezember 1948 in Edinburgh, Schottland; † 24. April 2014 ebenda) war ein schottischer Fußballspieler, der während seiner aktiven Zeit für die Glasgow Rangers und Heart of Midlothian spielte.

## Karriere
Jardine gab sein Debüt für die Rangers 1967 und bestritt insgesamt 674 Spiele für den Club, als Verteidiger oder auch als Libero. Er war Teil des berühmten Teams, das 1972 den Europapokal der Pokalsieger gewinnen konnte, der größten Erfolg in der Geschichte der Rangers. Insgesamt wurde er dreimal schottischer Meister und fünfmal schottischer Pokalsieger.
1975 wurde Sandy Jardine erstmals zu Schottlands Fußballer des Jahres gewählt, nochmals 1986 im Alter von 38 Jahren.
Gegen Ende seiner Laufbahn wechselte er 1982 zum Team seiner Jugendzeit, zu Heart of Midlothian nach Edinburgh, wo er noch bis 1988 blieb. Die letzten beiden Jahre fungierte er nebenbei noch als Co-Trainer von Alex MacDonald.
Jardine bestritt 38 Länderspiele für Schottland, das erste 1971 gegen Portugal, das letzte 1979 gegen Belgien. Er nahm an den Fußball-Weltmeisterschaften 1974 und 1978 teil.

## Erfolge
- Schottischer Meister (3): 1975, 1976, 1978
- Schottischer Pokal (5): 1973, 1976, 1978, 1979, 1981
- Schottischer Ligapokal (5): 1971, 1976, 1978, 1979, 1982
- Europapokal der Pokalsieger: 1972
- Drybrough Cup: 1979